# Chiesa in Valmalenco
Chiesa in Valmalenco é uma comuna italiana da região da Lombardia, província de Sondrio, com cerca de 2.756 habitantes. Estende-se por uma área de 114 km², tendo uma densidade populacional de 24 hab/km². Faz fronteira com Buglio in Monte, Caspoggio, Lanzada, Torre di Santa Maria, Val Masino.

## Demografia
| Variação demográfica do município entre 1861 e 2011                               |
|                                                                                   |
| Fonte: Istituto Nazionale di Statistica (ISTAT) - Elaboração gráfica da Wikipedia |